# پیتر آگوست، دوک شولسویگ هولشتاین سوندربورگ بک
پیتر آگوست (۷ دسامبر ۱۶۹۷ تا ۲۲ مارس ۱۷۷۵) یکی از دوک‌های شولسویگ هولشتاین سوندربورگ بک بود. او جوانترین پسر فردریک لوئیس، دوک شولسویگ هولشتاین سوندربورگ بک و همسرش دوشس لوئیسه شارلوت شولسویگ هولشتاین سوندربورگ آگوستنبورگ بود.
او در کونیگسبرگ، براندنبورگ-پروس زاده و در شهر تالین درگذشت. او همچنین پدر شاهزاده کارل آنتون آگوست شولسویگ هولشتاین سوندربورگ بک و پدربزرگ فریدریش کارل لودویگ، دوک شولسویگ هولشتاین سوندربورگ بک بود.